# Chiesa di San Carlo Borromeo (Gambarogno)
La chiesa di San Carlo Borromeo è il principale luogo di culto cattolico di Magadino, frazione di Gambarogno in Canton Ticino.

## Storia
La struttura venne costruita fra il 1844 ed il 1846 da Giacomo Moraglia, con l'aiuto di Francesco Antonio Aglio.

## Descrizione
La chiesa ha una pianta a pseudo croce greca, sormontata da una cupola con tamburo.
Sulla cantoria lignea in controfacciata si trova l'organo a canne Mascioni opus 656, costruito nel 1950 ed ampliato dalla ditta costruttrice nel 1984. Lo strumento, a trasmissione elettro-pneumatica, ha tre tastiere di 61 note ciascuna ed una pedaliera concavo-radiale di 32.